# 루카스 은메차
루카스 은메차(독일어: Lukas Nmecha, 1998년 12월 14일 ~ )는 독일의 축구 선수로, 현재 잉글랜드 프리미어리그의 리즈 유나이티드에서 공격수로 활약하고 있다.